# Ronald Ryan
Ronald Ryan, född Ronald Edmond Thomson 21 februari 1925, död 3 februari 1967 i Coburg, Victoria var en australiensisk karriärbrottsling, dömd till döden för mordet på fängelsevakten George Hodson under en flykt från fängelset Pentridge i Victoria i december 1965. Ryan och hans medfånge Peter John Walker arresterades i Sydney veckor senare och utlämnades till Victoria, där båda åtalades för mordet på Hodson. Ryan fälldes ensam som skyldig till överlagt mord och hängdes den 3 februari 1967 i Pentridgefängelsets D-avdelning.
Hängningen var den första på 16 år i Victoria och tre år i Australien. I svallvågorna efter massiva protester kom det att bli den sista, även om dödsdomar fortsatte utfärdas tills Western Australia avskaffade dödsstraff för mord 1984 (New South Wales avskaffade dödsstraffet för högförräderi 1985, vilket emellertid inte använts på länge). Reaktionerna mot Ryans död var en bidragande faktor till att dessa inte verkställdes; flera jurymedlemmar uttryckte senare ånger då de inte upplevt det som sannolikt att en (obligatorisk) dödsdom faktiskt skulle verkställas. Kritik riktades mot Victorias premiärminister Henry Bolte, som ansågs ha utnyttjat fallet för att katalysera en hård politik mot grov brottslighet. 1986, tjugo år efter flykten från Pentridge erkände den före detta fängelsevakten Doug Pascoe att han avlossat skott vid tillfället och misstänkt sig själv som skyldig för Hodsons död. Kritik har riktats mot Pascoe, då avståndet från hans post och det faktum att hans gevär framstått som oanvänt talat emot hans erkännande. Ryan hävdade till sina sista minuter i livet att han var oskyldig.